# SHK+E Essen
Die SHK+E Essen (Sanitär, Heizung, Klima und Elektro) ist eine Fachmesse für Sanitär-, Heizungs- und Klimatechnik sowie digitales Gebäudemanagement, die alle zwei Jahre in Essen stattfindet.

## Einordnung
Im jährlichen Wechsel finden im Frühjahr der ungeraden Jahre die Weltleitmesse ISH in Frankfurt am Main bzw. in den geraden Jahren mehrere überregionale Branchentreffen wie die SHK+E in Essen oder für den süddeutschen Raum die IFH/Intherm in Nürnberg  statt.
Die SHK+E Essen ist eine überregionale Leitmesse für Sanitär-, Haus- sowie Gebäudetechnik und richtet sich an Fachleute aus Handwerk, Planung und Beratung aus Westdeutschland, den Beneluxländern und Frankreich. Veranstalter ist die Messe Essen GmbH.

## Geschichte
Die Fachmesse wurde als SHK Essen im Jahr 1966 gegründet und findet seitdem in den geraden Jahren im Frühjahr statt.
Aufgrund der Corona-Pandemie wurde die Veranstaltung 2020 einmalig abgesagt und die nachfolgende ausnahmsweise in den September 2022 verschoben. Auf dieser Messe präsentierten sich 406 Aussteller den rund 23.500 Besuchern.
Da die Elektrotechnik insbesondere im Heizungsbereich eine immer bedeutendere Rolle spielt, wurde 2023 durch die Messe Essen und den Fachverband SHK NRW als ideeller Träger der Veranstaltung entschieden, das Messekonzept der SHK Essen entsprechend zu erweitern. Die wieder im Frühjahr stattfindende Veranstaltung des Jahres 2024 firmierte daher erstmals unter dem Namen SHK+E Essen. An den vier Messetagen wurden rund 30.000 Fachbesucher verzeichnet, 330 Aussteller aus 16 Ländern waren auf 41.800 Quadratmetern Ausstellungsfläche vertreten. Im Rahmenprogramm wurden insbesondere die Themen Künstliche Intelligenz im Handwerk, politische Rahmenbedingungen für die Wärmepumpe, die Fachkräftegewinnung und die Auswirkungen des Klimawandels auf die Trinkwasserversorgung angesprochen.
Für die 2026 geplante Veranstaltung sind zwei zusätzliche Hallen für Anbieter von Sanitärobjekten geplant. Im Rahmenprogramm sind erneut Produktvorstellungen und Vorträge rund um das Thema Trinkwasser angekündigt.

## Ausstellungsbereiche
Teilgebiete (u. a.):
- Bad und Wellness
- Sanitärtechnik
- Heiztechnik, Thermen und Kombithermen, Pelletheizung
- Gebäudetechnik und Gebäudeleittechnik
- Kontrollierte Wohnraumlüftung
- Klimatechnik
- Regenwassernutzung
- Erneuerbare Energien, wie z. B. Solartechnik
- Batteriespeicher und Wechselrichter
- Wallboxen
- Werkstoffe und Werkzeuge